# Macclesfield (Engeland)
Macclesfield is een plaats in de unitary authority Cheshire East, in het Engelse graafschap Cheshire. Macclesfield telde bij de volkstelling van 2011 56.581 inwoners. Inwoners van Macclesfield worden in Engeland 'Maxonians' genoemd.
Het dorp ontwikkelde zich rondom de heuvel waar nu St Michael's Church staat.

## Geschiedenis

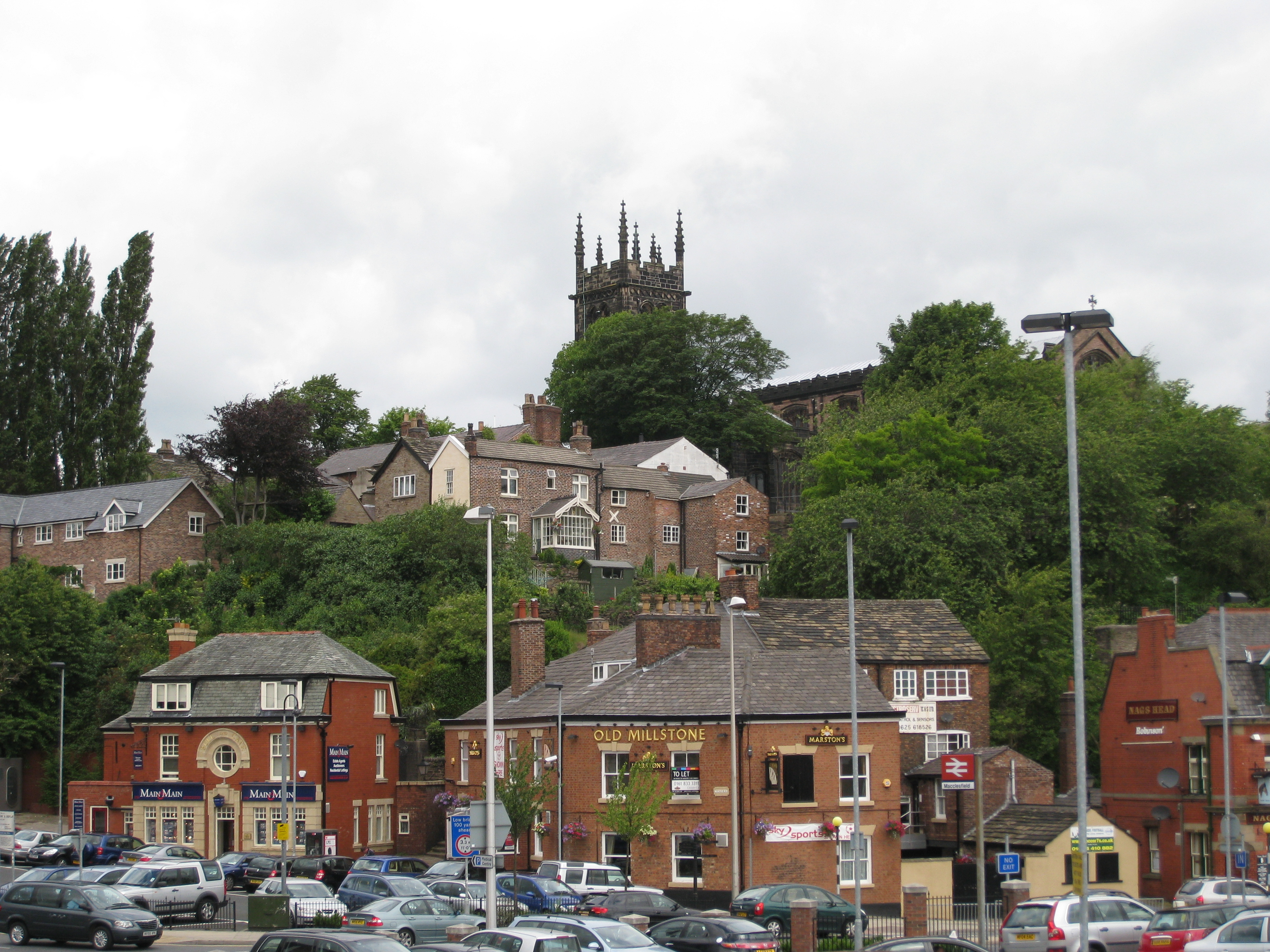
Zicht op Macclesfield vanaf het station.

Al in het door Willem de Veroveraar opgestelde Domesday Book, dat een uitgebreid overzicht in het Latijn biedt van alle bezittingen en eigenaren in Engeland voor en na 1066, kwam de vermelding Maclesfeld voor. Bronnen uit 1183 spreken over Makeslesfeld. Macclesfield kent verscheidene bijnamen, zoals Treacle Town (stroopstad, omdat volgens de overlevering de Hibel Road ooit overspoeld raakte met stroop na een ongeluk) en Silk Town (zijdestad).
In het begin van de 13e eeuw kreeg Macclesfield van graaf Ranulf III van Chester de titel borough. In 1278 werd de All Saints Church gebouwd, als uitbreiding van de reeds rond 1220 gestichte kapel. De stad had in deze tijd een wekelijkse markt en twee jaarlijkse feesten: de Barnaby Fair op 11 juni en het Allerheiligenfeest op 1 november.
De graaf van Chester had een zeer groot landhuis in Macclesfield aan de rand van een hertenpark aan de westkant van de stad. De graaf van Chester plantte nabij het landhuis het Forest of Macclesfield aan, een bos dat tegenwoordig nog bestaat, hoewel kleiner in oppervlakte, circa 5 kilometer ten zuidoosten van de stad. De graven gebruikten het bos voor de hertenjacht en het weiden van schapen en vee. Aan het eind van de 13e eeuw was een fors deel van het bos reeds gekapt ten behoeve van de bouw van huizen. In de late middeleeuwen werd Macclesfield Castle gebouwd, een versterkte stadswoning van de hertogen van Buckingham.
Tijdens de opstand van 1745 marcheerden Karel Eduard Stuart en zijn leger door Macclesfield op hun weg naar Londen. De burgemeester verwelkomde de prins; een gebeurtenis die afgebeeld is op een wandtapijt in de stad.

## Industrie
Ooit was Macclesfield een van de grootste producenten van zijde. In 1832 telde de stad 71 actieve zijdemolens. Tegenwoordig herinneren 4 zijdemusea aan de grootscheepse zijde-industrie van Macclesfield. Naast zijde staat Macclesfield bekend om zijn bakkerijen, waaronder die van "Hovis".
Het Macclesfield Canal, een 42 kilometer lang kanaal tussen Marple in het noorden en Kidsgrove in het zuiden, is gegraven tussen 1826 en 1831. Het economisch belang van het kanaal was gering, aangezien binnen tien jaar na opening een groot deel van de voorziene vracht (met name steenkool) over het spoor werd vervoerd.
De verbinding van macclesfield met zijde geeft het lokale voetbalteam zijn bijnaam, de 'silkmen'.

## Geboren
- John Charles Ryle (1816-1900), predikant
- John Mayall (1933-2024), bluesmuzikant
- Stephen Morris (1988) drummer
- Peter Crouch (1981), voetballer
- Tommy Smith (1990), Nieuw-Zeelands voetballer
- Ben Amos (1990), voetballer